# 545 Messalina
545 Messalina è un asteroide della fascia principale del diametro medio di circa 111,29 km. Scoperto nel 1904, presenta un'orbita caratterizzata da un semiasse maggiore pari a 3,2025285 UA e da un'eccentricità di 0,1688952, inclinata di 11,12277° rispetto all'eclittica.
Messalina era la moglie dell'imperatore Claudio.